# Castell de Puyguilhem
El castell de Puyguilhem és als voltants de Vilars (Dordonya). Construït al segle xvi, el castell és d'estil renaixentista, semblant al dels castells del Loira. El castell és modest en les seves dimensions. Mondot de Lamarthonie el destinava a servir de residència secundària per la caça. La seva disposició implica les habitacions estrictament necessàries per la vida d'un noble de l'època. El parc conté també un colomar. L'edifici ha estat classificat monument històric el 1881, desclassificat el 1887 i reordenat de nou el 1912. El 1938, l'Estat expropia amb raó d'utilitat pública el seu propietari i el castell va caure en ruïnes. Uns anys més tard, comença una restauració que durarà 20 anys. El monument pertany avui a una societat privada que posseeix diversos altres indrets culturals de la regió.

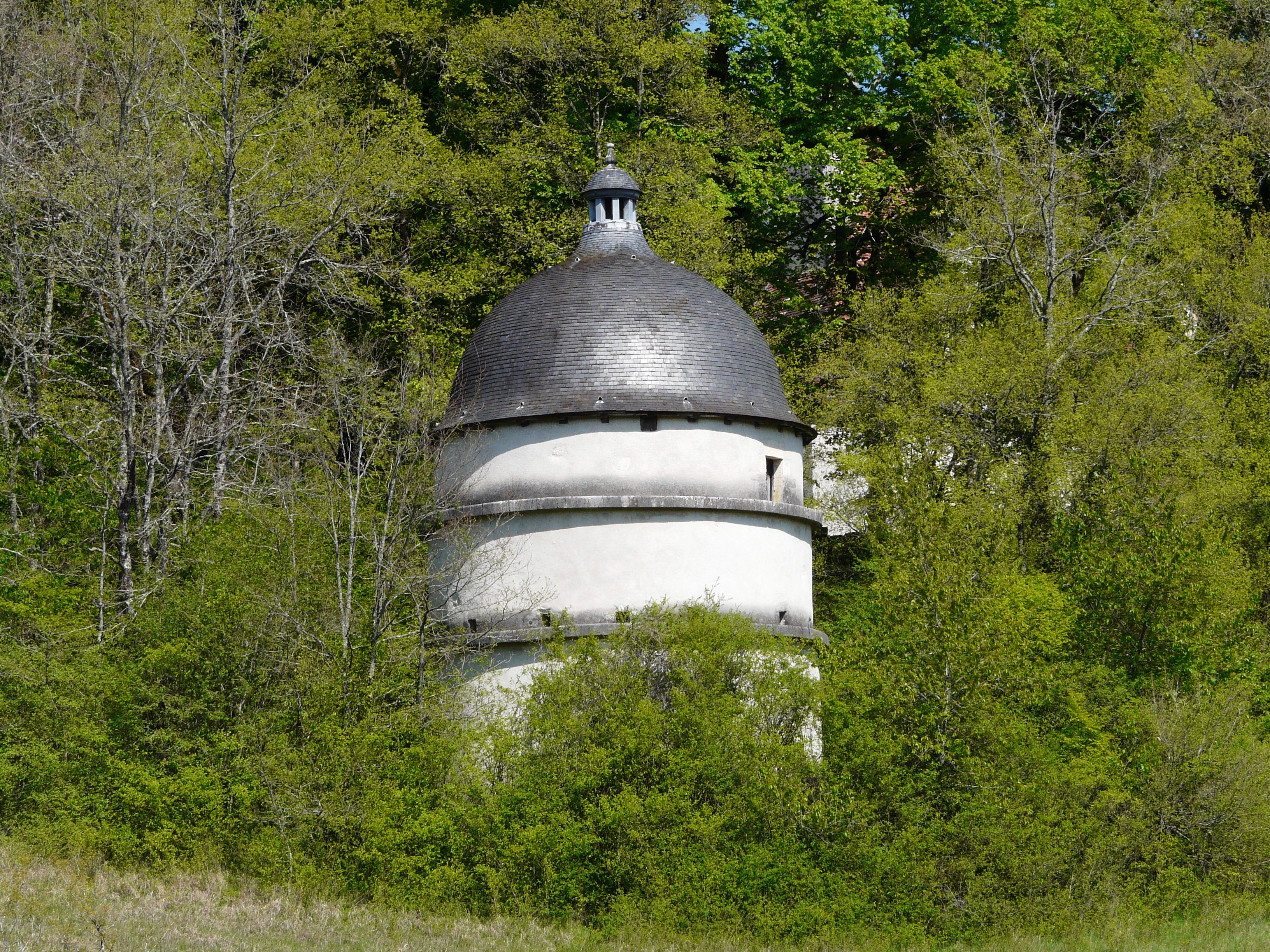
El colomar

La construcció comença el 1513, comanditada per Mondot de Lamarthonie, primer president del Parlament de París i parent de Francesc I i de la seva mare Lluïsa de Savoia, i que administra el regne mentre el rei marxa a la guerra. L'edificació es va desenvolupar en dues etapes : la primera s'acaba el 1524 i comprenia els fonaments, una part de la torre d'angle i la garita hexagonal, el segona s'acaba el 1535. La seva concepció oscil·la entre dues èpoques, medieval i renaixement. Diversos elements recorden l'estil gòtic de l'edat mitjana, sobretot l'absència de simetria de l'edifici i les parts interiors mentre que la façana exterior evoca les dels castells del Loira que el seu propietari coneix bé, ja que freqüentava la cort del Rei.